# Buhl (Alt Rin)
Buhl (en alsacià Beel) és un municipi francès, situat a la regió del Gran Est, al departament de l'Alt Rin. L'any 2006 tenia 3.190 habitants.

## Demografia
| 1962  | 1968  | 1975  | 1982  | 1990  | 1999  |
| ----- | ----- | ----- | ----- | ----- | ----- |
| 2.931 | 2.945 | 3.048 | 2.674 | 2.755 | 3.079 |

## Administració
| Període   | Identitat           | Partit |
| --------- | ------------------- | ------ |
| 1977-1983 | Charles Giersch     |        |
| 1983-1995 | Jacques Jeanmougin  |        |
| 1995-2008 | Jean-Marc Schreiber |        |
| 2008--    | Fernand Doll        |        |

## Personatges il·lustres
- Maurice Koechlin, autor dels plànols de la Torre Eiffel.